# Krigernes børn
Krigernes børn er en dansk ungdomsfilm, som havde premiere den 27 august 1979, instrueret af Ernst Johansen efter Hans Ovesens roman Krigerdrengen Nelo. Den har en spilletid på 89 minutter.
Den handler om at fem unge fra et brutalt og utrygt krigersamfund, som de flygter fra. De kommer til en ø, der virker mere civiliseret, men erfarer, at der også her findes vold og undertrykkelse under den idylliske overflade.

## Medvirkende
- Susanne Storm
- Bent Warburg
- Ove Sprogøe
- Ingolf David
- Ove Verner Hansen
- Gyda Hansen
- Otto Brandenburg
- Peter Schrøder
- Henning Palner
- Finn Nielsen
- Folmer Rubæk
- Lone Kellermann
- Jørn Faurschou
- Torben Hundahl
- Holger Vistisen
- Birgitte von Halling-Koch
- Lars Frøhling